# 엄마친구
엄마친구는 2015년에 공개된 대한민국의 저예산 영화이다.

## 출연

### 주연
- 허예창
- 희정

### 조연
- 김홍제